# Lerești (gmina)
Lerești – gmina w Rumunii, w okręgu Ardżesz. Obejmuje miejscowości Lerești, Pojorâta i Voinești. W 2011 roku liczyła 4632 mieszkańców.